# Rue de la Sorbonne
La rue de la Sorbonne est une voie du 5e arrondissement de Paris, située dans le quartier administratif de la Sorbonne. C'est l'une des rues qui bordent le bâtiment de la Sorbonne, au cœur du Quartier latin.

## Situation et accès
La rue de la Sorbonne part de la rue des Écoles, longe le côté ouest de la Sorbonne et se termine à la place de la Sorbonne, qui est elle-même longée à l'ouest par le boulevard Saint-Michel. Entre le boulevard et la rue de la Sorbonne se trouve la rue Champollion, qui lui est parallèle et qui va aussi de la rue des Écoles à la place de la Sorbonne. La rue de la Sorbonne est prolongée par la rue Victor-Cousin.
Ce quartier est desservi par la ligne 10 du métro (gare d'Austerlitz-pont de Saint-Cloud), station Cluny–La Sorbonne, située au carrefour du boulevard Saint-Michel et du boulevard Saint-Germain.

## Origine du nom
Elle porte ce nom en référence au collège de Sorbonne, créé en 1257 par Robert de Sorbon pour aider les étudiants en théologie de l'université de Paris, dans une rue auparavant appelée « rue Coupe-Gueule ».

Ernest Munier-Chalmas, L'ancienne rue de la Sorbonne, 1893 (Bibliothèque de la Sorbonne).

## Historique

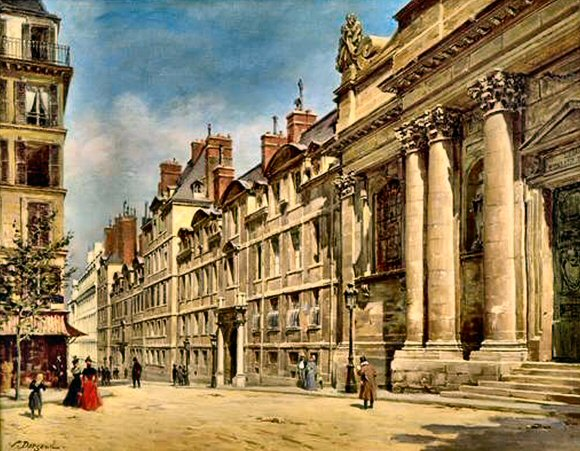
La rue par Paul-Joseph-Victor Dargaud (1847-1914).

Cette rue de Paris, qui est presque entièrement construite vers 1250 », correspond, jusqu'en 1283, au tracé de trois anciennes rues, la « rue Coupe-Gueule », la « rue des Portes » et la « rue des Deux-Portes » époque à laquelle elle prend le nom de « rue de la Sorbonne » à cause de la proximité de cette maison.
Elle est citée vers 1300 dans Le Dit des rues de Paris de Guillot de Paris, écrit en vieux français : « rue As Hoirs de Sabonnes / A deux portes belles et bonnes. » (« Aux portes de Sorbonne / Il y a deux portes belles et bonnes. ». La formulation « hoirs de Sabonnes » vient de ce que le roi Louis IX avait permis d'établir deux portes (hoirs), pour fermer le quartier.
Elle est citée en 1636 dans un ouvrage manuscrit sous le nom de « rue de Sorbonne ». Le procès-verbal de visite de cette rue, daté du 30 avril 1636, indique que « la plus grande partie [est] pleine de boues et immundices, et [dans] l'autre partie avons veu plusieurs platras, graviers et fumiers. »
En 1792, elle est renommée « rue Catinat », en l'honneur du maréchal Nicolas de Catinat (1638-1712) qui y est né. Le nom originel est rétabli en 1802.

## Bâtiments remarquables et lieux de mémoire
- nos 5-19 : Sorbonne (l'intégralité de la partie est de la voie est bordée par le complexe universitaire).
- no 6 : librairie Classiques Garnier.
- no 8 : dernier domicile de Charles Péguy (1873-1914), écrivain, poète, essayiste et officier de réserve français[5].
- no 12 : le poète portugais António Nobre y vit, entre 1890 et 1891, puis le poète russe Ossip Mandelstam, entre 1907 et 1908. Deux plaques commémoratives leur rendent hommage.
- no 14 : en 1949, arrivé à Paris à l'âge de 16 ans, Karl Lagerfeld s'installe dans cet hôtel[6].
- no 16 puis no 8 : bureaux de Cahiers de la Quinzaine de Charles Péguy[7] entre 1900 et 1914. Une plaque lui rend hommage au no 8. À proximité, 9 rue Victor-Cousin et 21 rue des Fossés-Saint-Jacques, des plaques rendent également hommage à Péguy.
- no 18 : îlot Champollion, bâtiment de la Sorbonne[8].
- no 19 :
  - à la jonction avec la place de la Sorbonne : chapelle de la Sorbonne.
  - entrée de l'École des chartes (jusqu'à son déménagement en 2014).
- la voie est prolongée au sud par la rue Victor-Cousin.

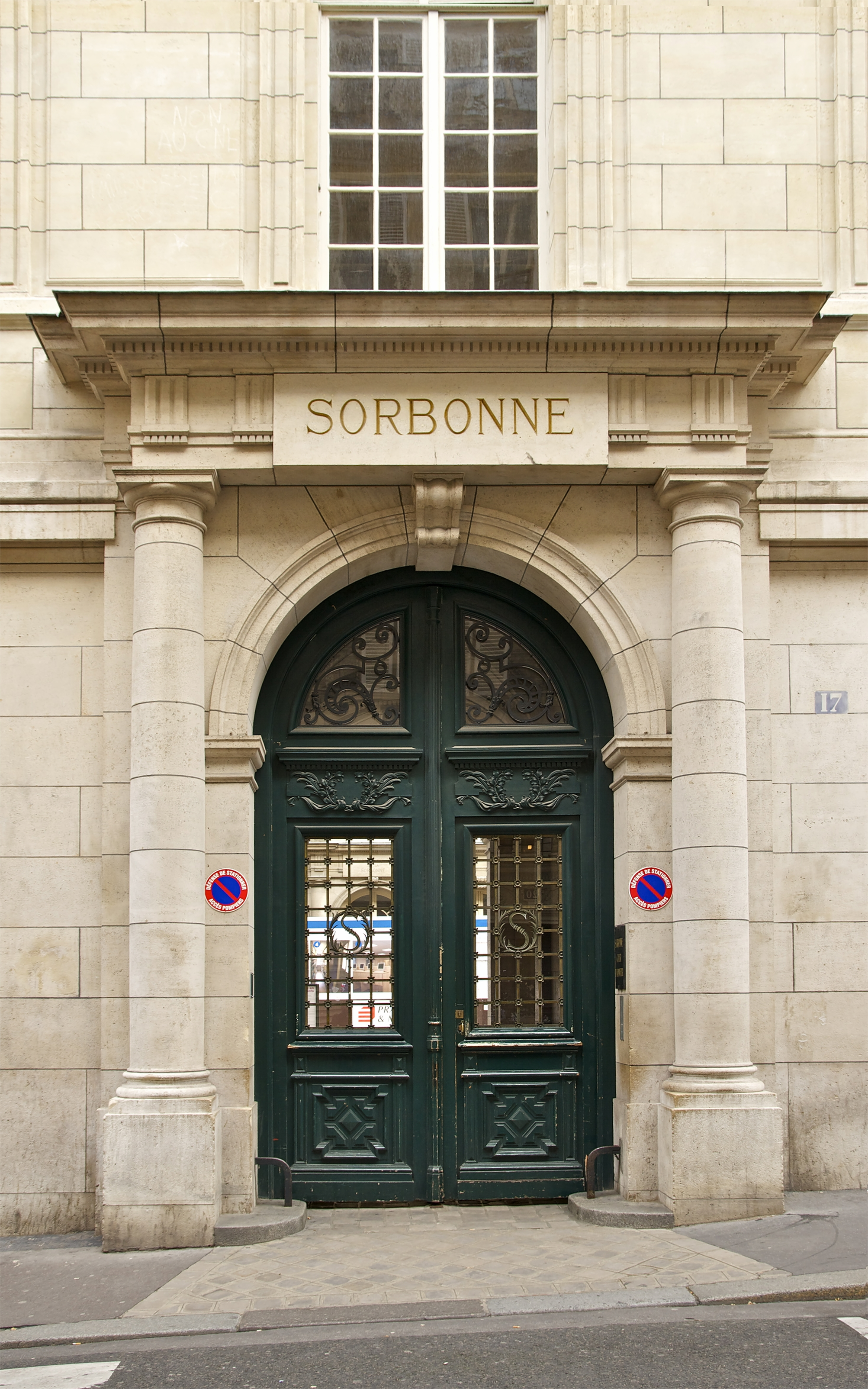
Entrée actuelle de la Sorbonne.
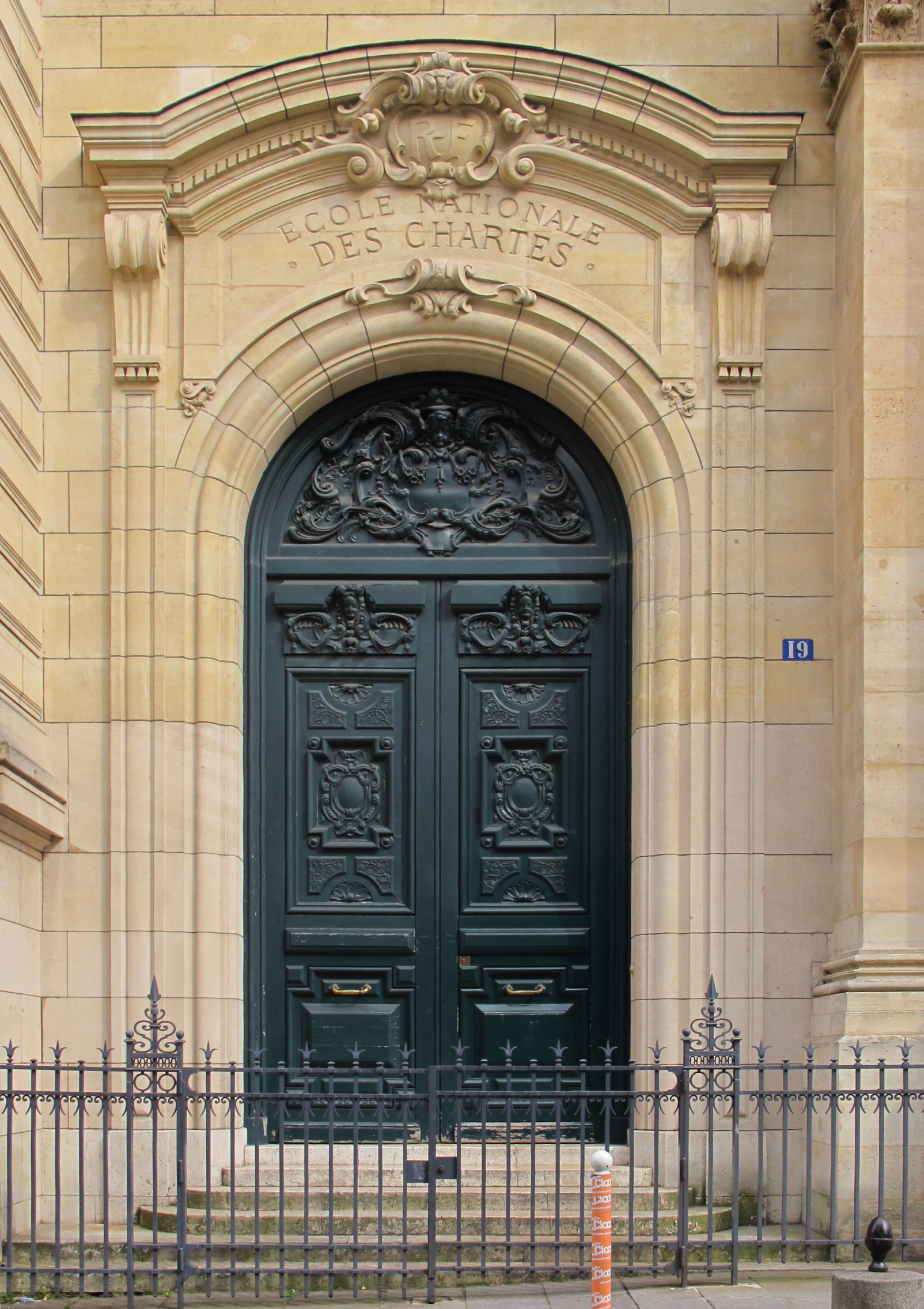
Entrée historique de l'École des chartes.
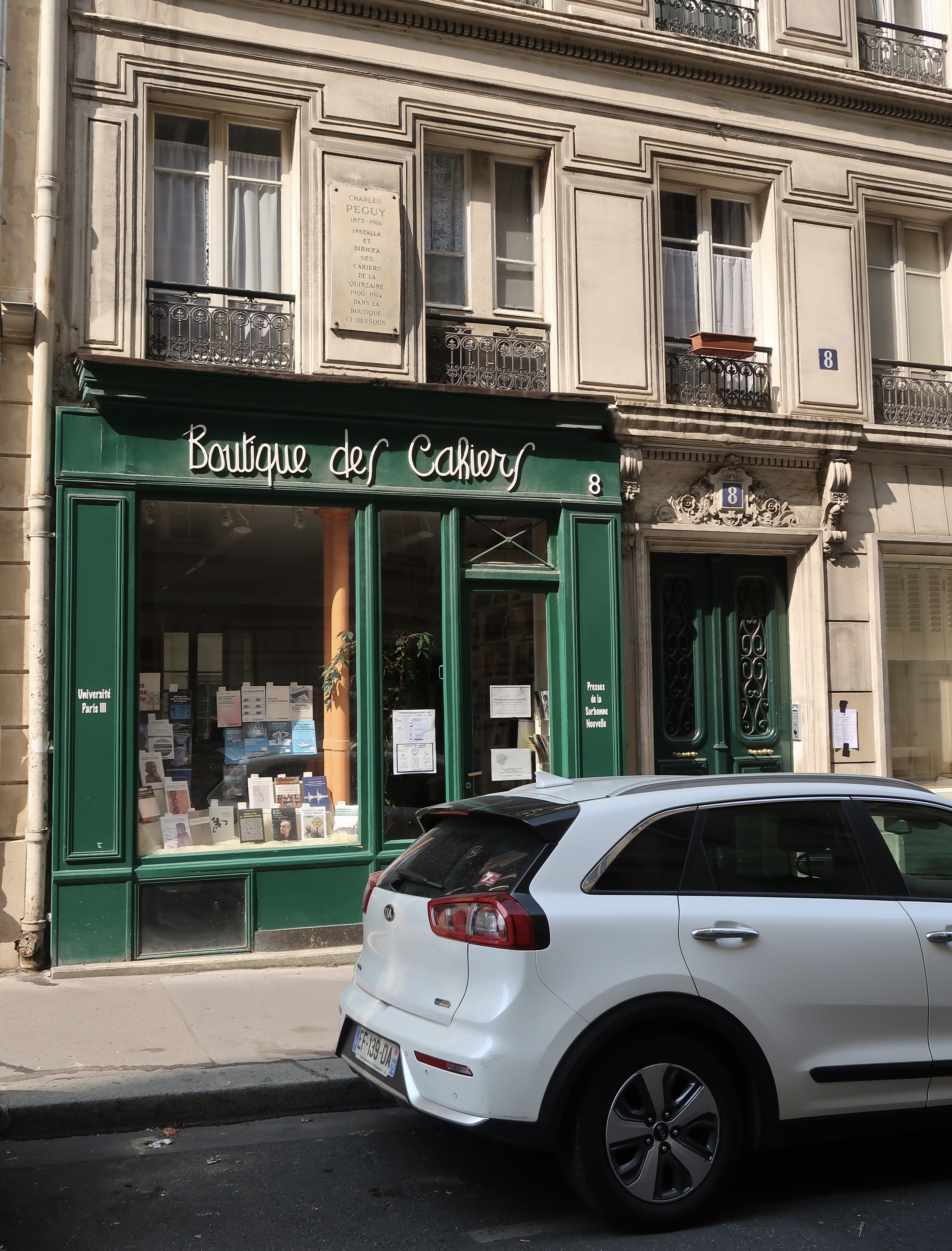
No 8.

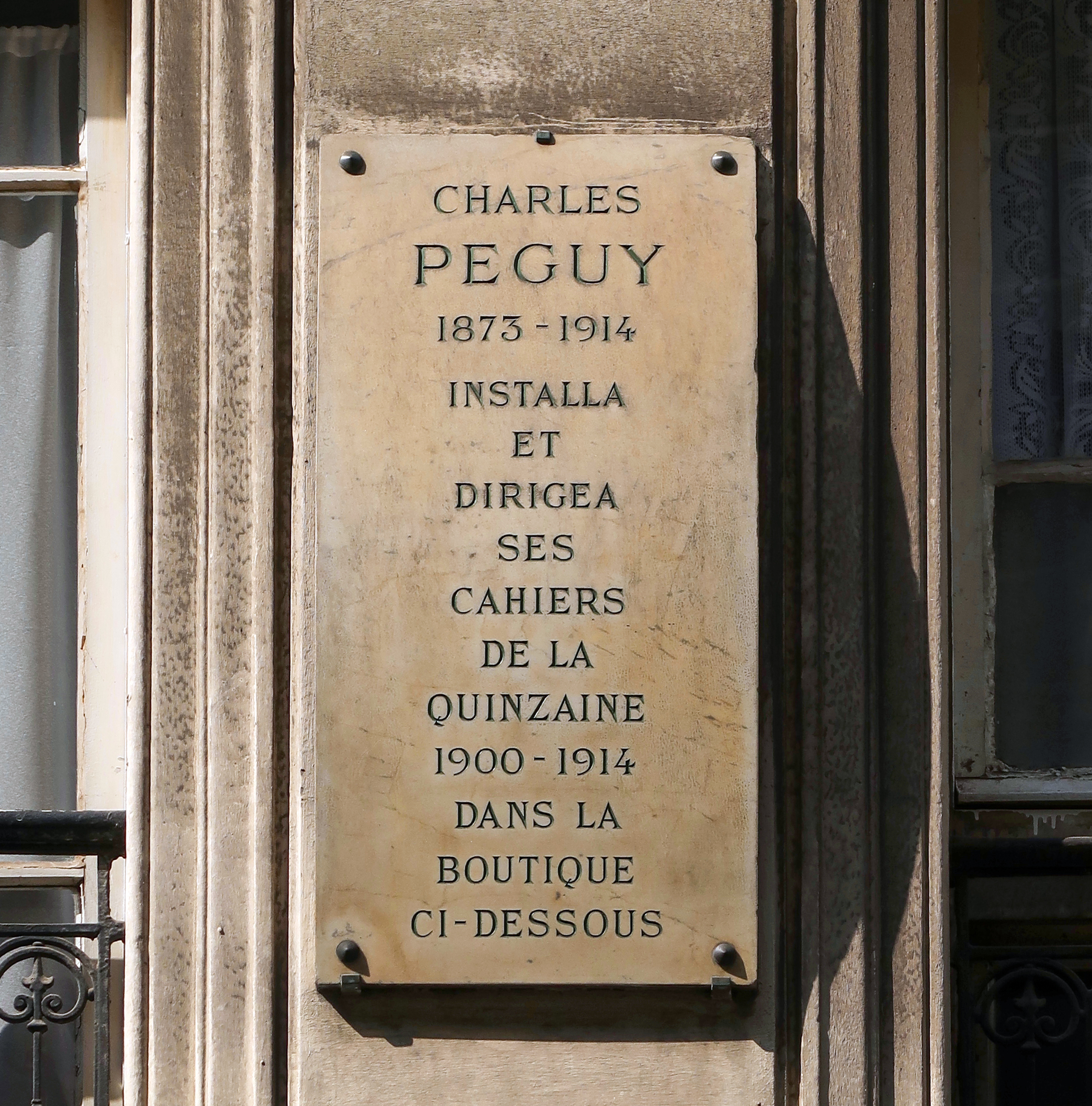
Plaque au no 8.
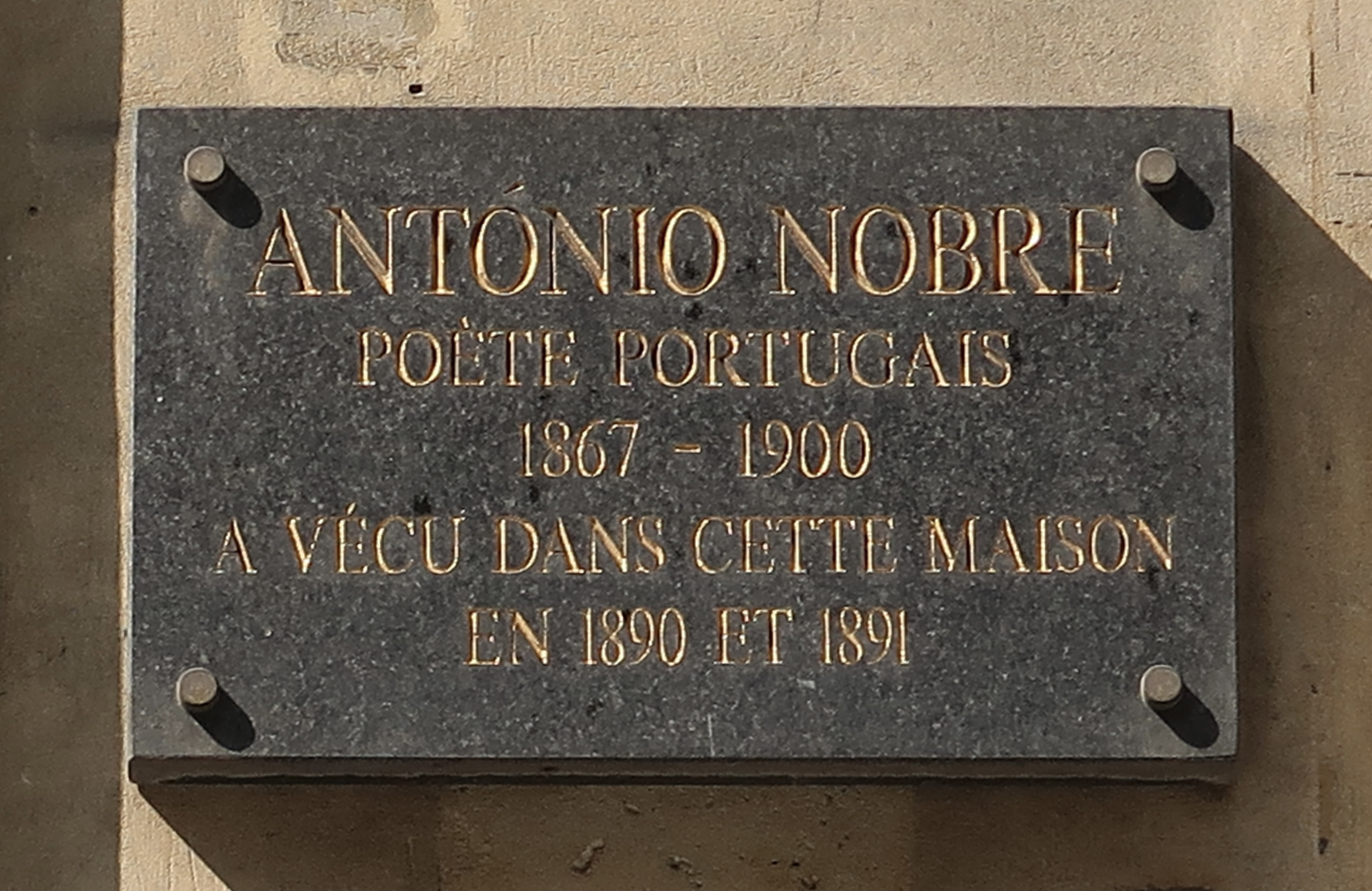
Plaque au no 12.
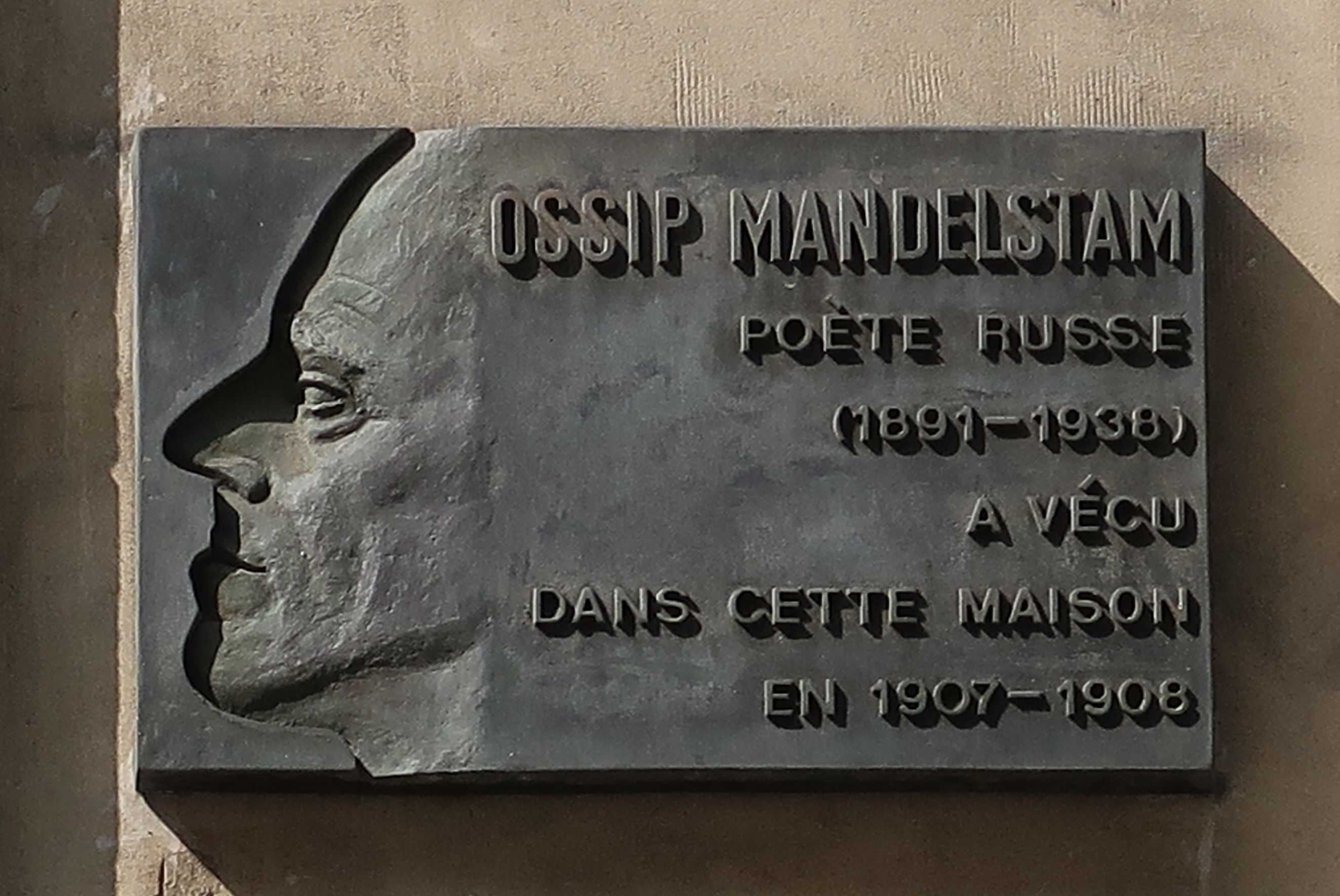
Plaque au no 12.

### Dans la culture populaire
Des scènes de la saison 2 de la série télévisée Baron noir (2018) y sont tournées.